# Amia
Amia, assim conhecida, é um gênero de peixes da família Amiidae. Biologicamente catalogada a  actinopterígeos é única das espécies pertencente à ordem Amiiformes. Esta família tem uma única espécie extante, Amia calva, mas algumas famílias são conhecidas de fósseis do Jurássico, Cretácico e Eocénico.
O grupo diversificou-se a partir dos Osteoglossiformes há cerca de 250 milhões de anos, no início do Triássico.
Os amiídeos são peixes exclusivamente de água doce e caracterizam-se por uma barbatana dorsal longa, com cerca de 48 raios. Estes peixes medem até 90 centímetros de comprimento e ocorrem no leste da América do Norte.

## Espécies
- Amia calva Linnaeus, 1766
- Amia ocellicauda[5]
- †Amia basiloides Brownstein & Near, 2024[6]
- †Amia godai Yabumoto & Grande, 2013
- †Amia hesperia Wilson, 1982
- †Amia pattersoni Grande & Bemis, 1998
- †Amia scutata Cope, 1875